# TOS-1

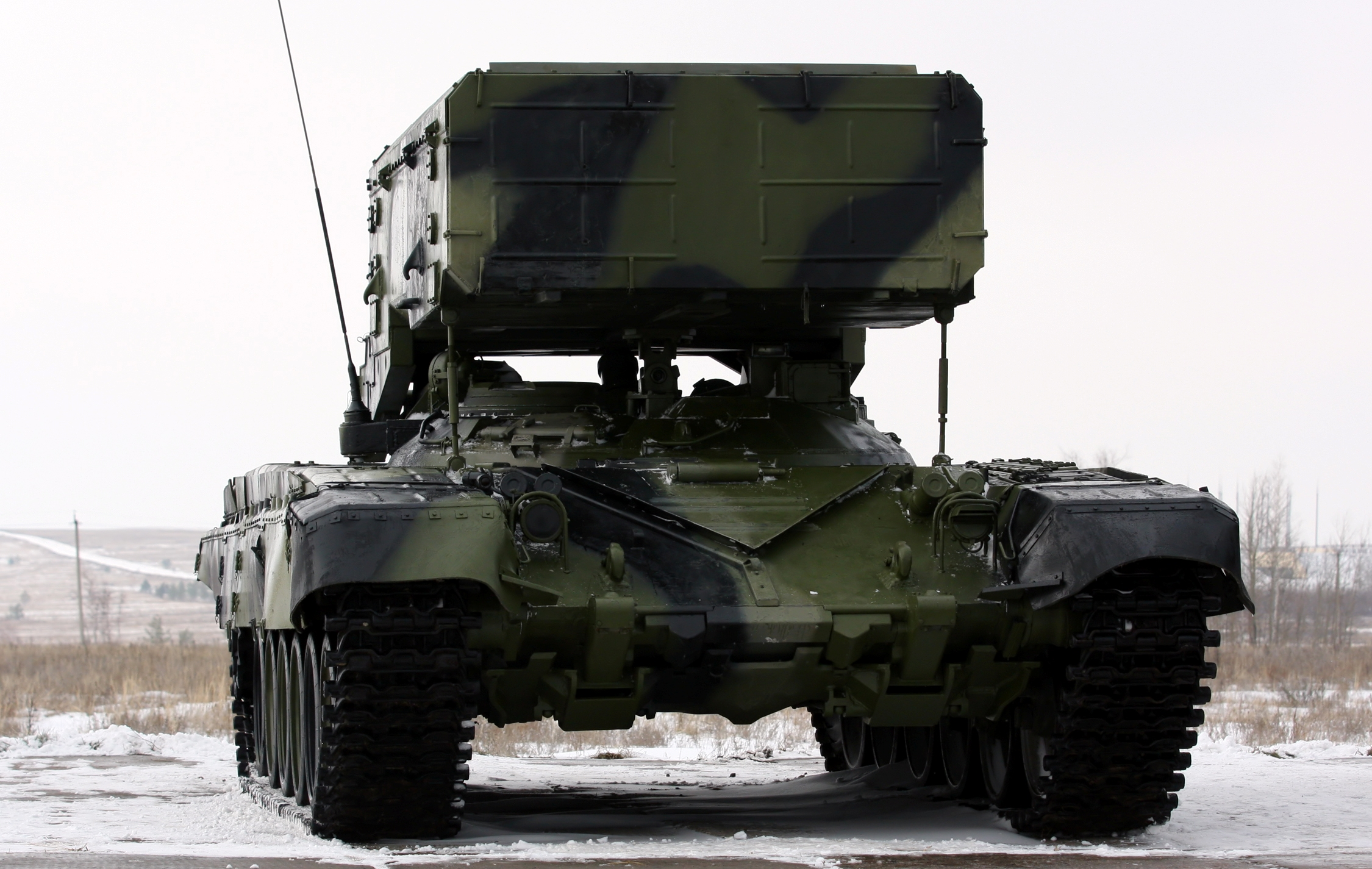
Wyrzutnia systemu TOS-1A „Sołncepiok”

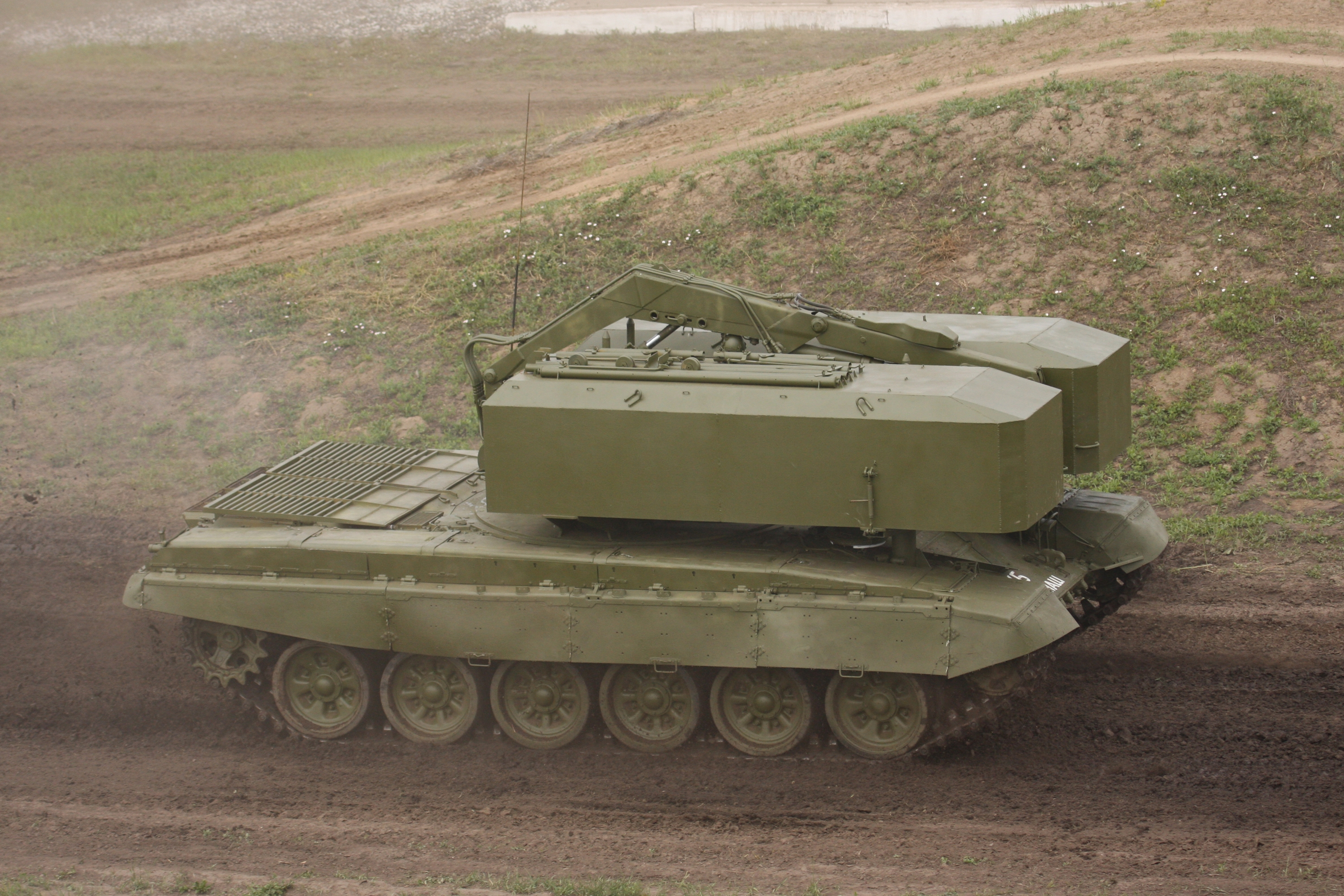
TZM-T

TOS-1 (TOS-1M „Buratino” i TOS-1A „Sołncepiok” po modyfikacji) – radziecki i rosyjski system artylerii rakietowej, którego głównym elementem jest samobieżna wieloprowadnicowa wyrzutnia rakietowa na podwoziu czołgu T-72 lub T-90. 
Ze względu na rodzaj używanej amunicji (pociski termobaryczne) nazywana ciężkim miotaczem ognia (rus. тяжёлая огнемётная система). W literaturze można napotkać różne inne określenia, np. wyrzutnia rakiet zapalających.
Broń tego typu wywodzi się od radzieckiej fascynacji ładunkami termobarycznymi (paliwowo-powietrznymi), które postrzegano jako pewnego rodzaju substytut taktycznych ładunków atomowych.
Przydomek pierwszej wersji wyrzutni – Buratino zaczerpnięto od  bohatera rosyjskiej wersji Pinokia autorstwa Aleksieja Tołstoja, nawiązując do uwydatnionego kształtu głowic jej pocisków. 
TOS-1 został zaprojektowany w celu niszczenia umocnień, siły żywej i lekko opancerzonych oddziałów przeciwnika oraz wspierania oddziałów piechoty i lekkich pojazdów bojowych, a także rozniecania pożarów. System może wspierać ogniem własne jednostki na linii frontu, w sytuacji walk pozycyjnych, np. w trakcie przełamywania (neutralizacji) umocnionych pozycji przeciwnika w terenie zabudowanym, obszarach górskich czy w rejonach ufortyfikowanych lub zaminowanych.

## Historia powstania
Projekt wyrzutni powstał w latach 70. XX  w. w zakładach zbrojeniowych w Omsku („Transmasz”) na zlecenie wojsk chemicznych (w ZSRR i FR są to formalnie wojska RChBZ – obrony radiologicznej, chemicznej i biologicznej).
System opierał się na idei stworzenia mobilnej wyrzutni pocisków rakietowych, która jedną szybką salwą byłaby w stanie pokryć, a w rezultacie zniszczyć stosunkowo duże terytorium przeciwnika. Pierwsze egzemplarze doświadczalne poddano próbom bojowym w latach 1978-79. Była to 30-rakietowa, kompaktowa (zestaw pocisków umieszczonych w łatwo wymienialnej kasecie), opancerzona wyrzutnia rakiet z głowicami termobarycznymi, oparta na podwoziu czołgu T–72 (otrzymała oznaczenie BM-1). Współdziałała z wozem transportowo-załadunkowym (ciężarówką z zapasem pocisków) KrAZ-255. W początkowej fazie opracowania projekt otrzymał kryptonim „Obiekt 634”. Duża masa zakrytych prowadnic (kaset) w zestawieniu ze stosunkowo krótkim dystansem ostrzału (400-3500 metrów), który narażał obsługę wyrzutni na bezpośredni ostrzał ze strony przeciwnika, wymógł na konstruktorach opancerzenie całego pojazdu i umieszczenie go na podwoziu czołgu. Sięgnięto po sprawdzoną konstrukcję czołgu T-72, w którym na miejscu wieży umieszczono obrotową platformę z prowadnicami. W rezultacie otrzymano pojazd stosunkowo lekki, mobilny, doskonale radzący sobie w trudnych warunkach terenowych, a przede wszystkim dysponujący olbrzymią siłą ognia, który chroniona pancerzem, nieduża obsługa była w stanie prowadzić szybko, precyzyjnie i niezależnie. W 1980 roku system przeszedł pomyślnie próby państwowe. Po raz pierwszy zestaw TOS oficjalnie zaprezentowano na wystawie uzbrojenia w Omsku w 1999 roku.

## Charakterystyka broni
Standardowy zestaw TOS-1 po modyfikacji (TOS-1A) składa się z 24-prowadnicowej wyrzutni pocisków (BM-1) i dwóch pojazdów TZM-T z zapasem rakiet (jednostki amunicyjnej). 
BM-1 jest oparty na podwoziu czołgu T-72, którego 3-osobowa załoga (dowódca, celowniczy i kierowca-mechanik) jest w stanie prowadzić ogień, pozostając w jego wnętrzu od momentu zajęcia pozycji odpalenia do jej opuszczenia. Pojazd waży 46 ton i osiąga prędkość maksymalną 65 km/h po szosie. W miejscu wieży z armatą klasycznego T-72 umieszczono 24-prowadnicową, obrotową i unoszącą się pod kątem wyrzutnię pocisków rakietowych. Z tyłu pojazdu umieszczono dwie podpory opuszczane i podnoszone hydraulicznie. Jego standardowy system prowadzenia ognia opiera się na przyrządach optycznych i laserowych (są to: celownik optyczny, dalmierz laserowy, czujnik pochylenia, elektroniczny przelicznik balistyczny) i zapewnia celność trafień do 10 m. BM-1 jest wyposażony w środki ochrony przed bronią masowego rażenia, wyrzutnie granatów dymnych oraz lemiesz umożliwiający samookopywanie.  
TZM-T to pojazd również oparty na podwoziu czołgu T-72. Pod względem wielu detali wyposażenia i właściwości podobny do wyrzutni BM.  
3-osobowa załoga (dowódca, operator dźwigu i kierowca-mechanik) jest w stanie w ciągu 24 minut przy pomocy hydraulicznego dźwigu (o udźwigu 1 t) uzupełnić amunicję w wyrzutni z dwóch opancerzonych kaset po 12 rakiet każda. 
Pełna salwa trwa 6-12 s, w zależności od tego, czy pociski odpalane są pojedynczo, czy parami, tempo schodzenia pocisku z prowadnicy to 0,5 s, czas niezbędny dla otwarcia ognia od momentu zajęcia pozycji strzeleckiej wynosi 90 s.
Pocisk rakietowy systemu to niekierowana rakieta kalibru 220 mm, napędzana silnikiem na paliwo stałe, wyposażona w głowicę termobaryczną lub zapalającą (MO.101.04 lub MO.1.01.04M). 
Całość stanowi w pełni niezależny, zintegrowany zespół mobilnych pojazdów opancerzonych zdolnych powadzić szybki ostrzał o wysokiej skuteczności we wszystkich jego fazach, włącznie z zajęciem i opuszczeniem pozycji bez potrzeby opuszczania pojazdów przez załogę. Do obrony przed bezpośrednim atakiem wyposażone są standardowo 1 km RPK-74 z zapasem 1440 sztuk amunicji, 1 AK-74 z zapasem 300 sztuk amunicji, 3 ręczne granatniki przeciwpancerne RPG-26 i 10 ręcznych granatów F-1; dla każdego z TZM-T-ów są to: 1 km RPK-74 z zapasem 1440 sztuk amunicji, 2 AK-74 z zapasem 600 sztuk amunicji, 5 ręcznych granatników przeciwpancernych RPG-26 i 10 ręcznych granatów F-1.

## Taktyka ostrzału
Wszystkie czynności związane z dokonaniem ostrzału celu, łącznie z zajęciem i opuszczeniem pozycji, obsługa pojazdu jest w stanie wykonać bez potrzeby opuszczania go. Sam ostrzał w swojej najbardziej efektywnej postaci polega na szybkim ostrzelaniu celu jednorazową salwą rakiet z krótkiego dystansu, wykorzystaniu czynnika zaskoczenia i jak najszybszym opuszczenia zajmowanej pozycji celem uniknięcia kontrostrzału przeciwnika. Taktykę tę wypracowano podczas pierwszego bojowego użycia wyrzutni w czasie wojny w Afganistanie. Pomimo opancerzenia podwozia i prowadnic, wyrzutnia narażona jest na skuteczny ogień strzelecki przeciwnika (np. RPG, TOW), dlatego też, wykorzystując doświadczenia czeczeńskie, najczęściej wyrzutnia działa na pozycji odpalenia pod osłoną czołgów – jednego lub dwóch od przodu i po jednym po bokach.

## Użycie bojowe
Po raz pierwszy wyrzutnia została użyta bojowo podczas radzieckiej interwencji w Afganistanie w czasie operacji „Tajfun” (grudzień 1988 - luty 1989). Wykorzystano dwa pojazdy TOS-1 „Buratino” na zasadzie przetestowania nowej broni w warunkach bojowych. Użycie amunicji termobarycznej (paliwowo-powietrznej) w warunkach górskich było niezwykle skuteczne (zwielokrotniony efekt niszczący poprzez nachodzenie się na siebie fal uderzeniowych odbijanych przez ściany skalne). Rezultaty były na tyle dobre, że rekomendowano system do przyjęcia na uzbrojenie Armii Radzieckiej. Po raz drugi bojowo użyto TOS-ów podczas II wojny czeczeńskiej w 2000 roku, podczas walk o Komsomolskoje, również z bardzo dobrymi wynikami. Wtedy to na skutek wszechobecnych relacji telewizyjnych z walk o tę miejscowość TOS-y przestały być bronią ściśle tajną, a świat dowiedział się o ich istnieniu. W sierpniu 2014 roku ukraińskie źródła podały niepotwierdzone informacje o użyciu TOS–ów przez prorosyjskich separatystów w rejonie lotniska w Ługańsku. Systemu TOS używała również armia iracka w trakcie bitwy o Tikrit w lecie 2014 roku. Pociski termobaryczne miały się sprawdzać m.in. w czyszczeniu pól minowych – rejonów, gdzie bojownicy IS masowo stosowali improwizowane ładunki wybuchowe (IED).

## Użytkownicy
- Rosja – w Rosji TOS-y znajdują się obecnie na wyposażeniu mobilnych, samodzielnych brygad chemicznych (RChBZ). 1 Mobilna Brygada RChBZ ma na wyposażeniu co najmniej 4 BM-1, 28 Samodzielna Brygada ma co najmniej 2 BM-1, a 70 Samodzielny Batalion Miotaczy Ognia co najmniej 2 BM-1. Jest to stosunkowo mało maszyn bojowych – w brygadzie RChBZ jest ich zaledwie kilka. Związane jest to z ogromną siłą rażenia, jaką dysponuje pojedyncza wyrzutnia (pokrycie obszaru 40 000 m² w ciągu 6-12 s[4]) oraz ze skalą prowadzonych działań. Lokalne konflikty zakładają użycie broni nawet o dużej sile rażenia, ale na ograniczonym terytorium z „precyzją chirurgiczną”[5].

Pozostali użytkownicy systemu: 
- Irak – 12 sztuk[6][7].
- Kazachstan – 3 sztuki[8].
- Azerbejdżan – 36 sztuk[9].
- Syria – co najmniej 8 sztuk[10].
- Tadżykistan – nieokreślona liczba[11].
- Arabia Saudyjska – nieokreślona liczba[12].
- Ukraina – co najmniej 3 sztuki[13][14].

## Modyfikacje
Po sukcesie TOS-1 w Afganistanie przystąpiono do modyfikacji systemu, który ostatecznie został zaprezentowany w 2001 roku pod nazwą TOS-1A „Sołncepiok”. Podstawowe zmiany sprowadzały się do: 
- zmniejszenia w wyrzutni BM-1 liczby prowadnic dla rakiet z 30 do 24[b]; jej montowanie dostosowano również do podwozia czołgu T-90;
- zastąpienia ciężarówki z pociskami zapasowymi w pełni opancerzonym pojazdem gąsienicowym TZM-T (transportno zariażajuszczia maszyna - tiażełaja) – „Obiekt 563”, wyposażonym w specjalny dźwig, umożliwiający uzupełnienie jednostki amunicyjnej (24 rakiety) wyrzutni BM-1 przez załogę bez opuszczania pojazdu.

Standardowy zestaw TOS po modyfikacji składa się z 24-prowadnicowej wyrzutni pocisków (BM-1) i dwóch pojazdów TZM-T z zapasem rakiet.   

## Galeria

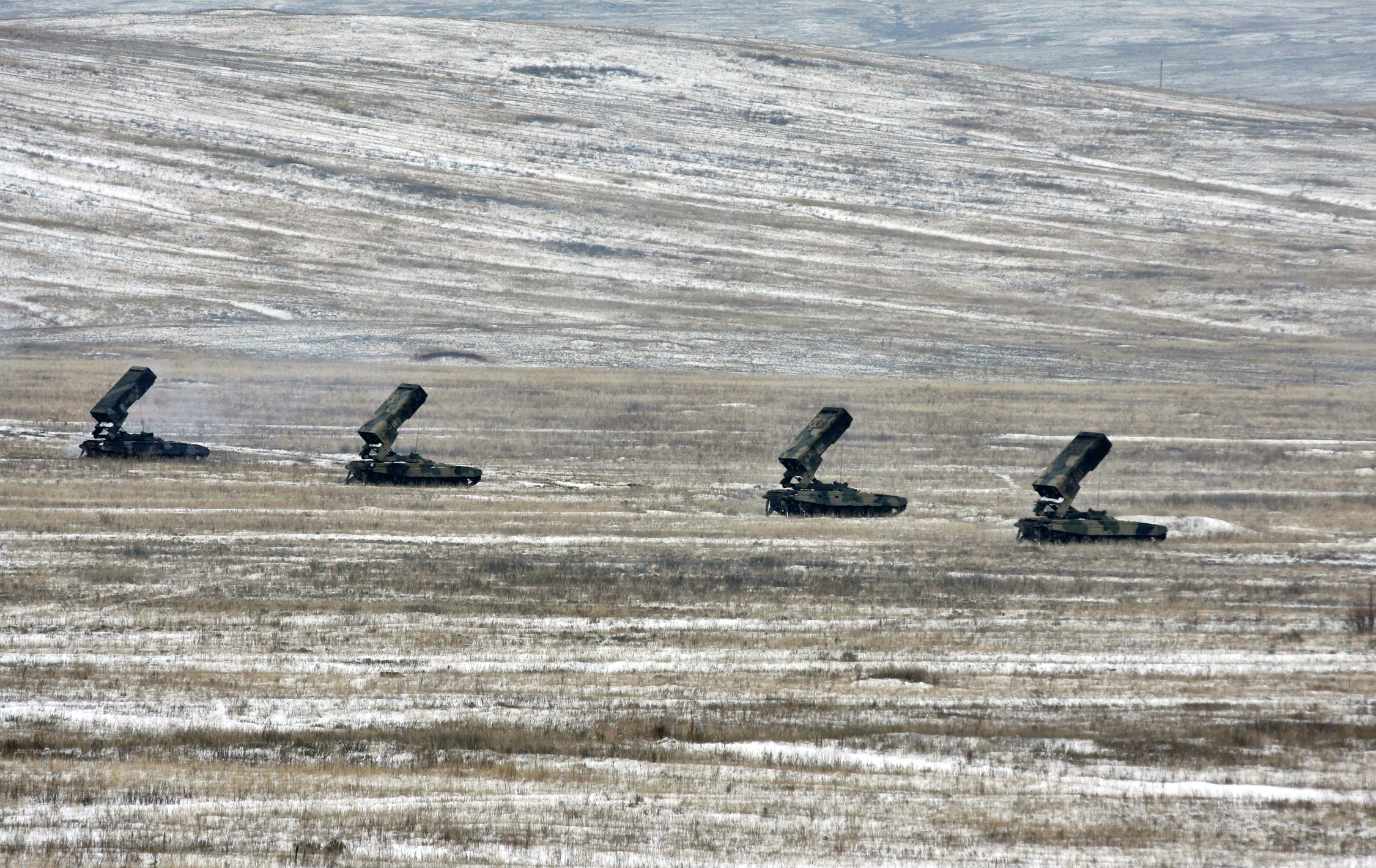
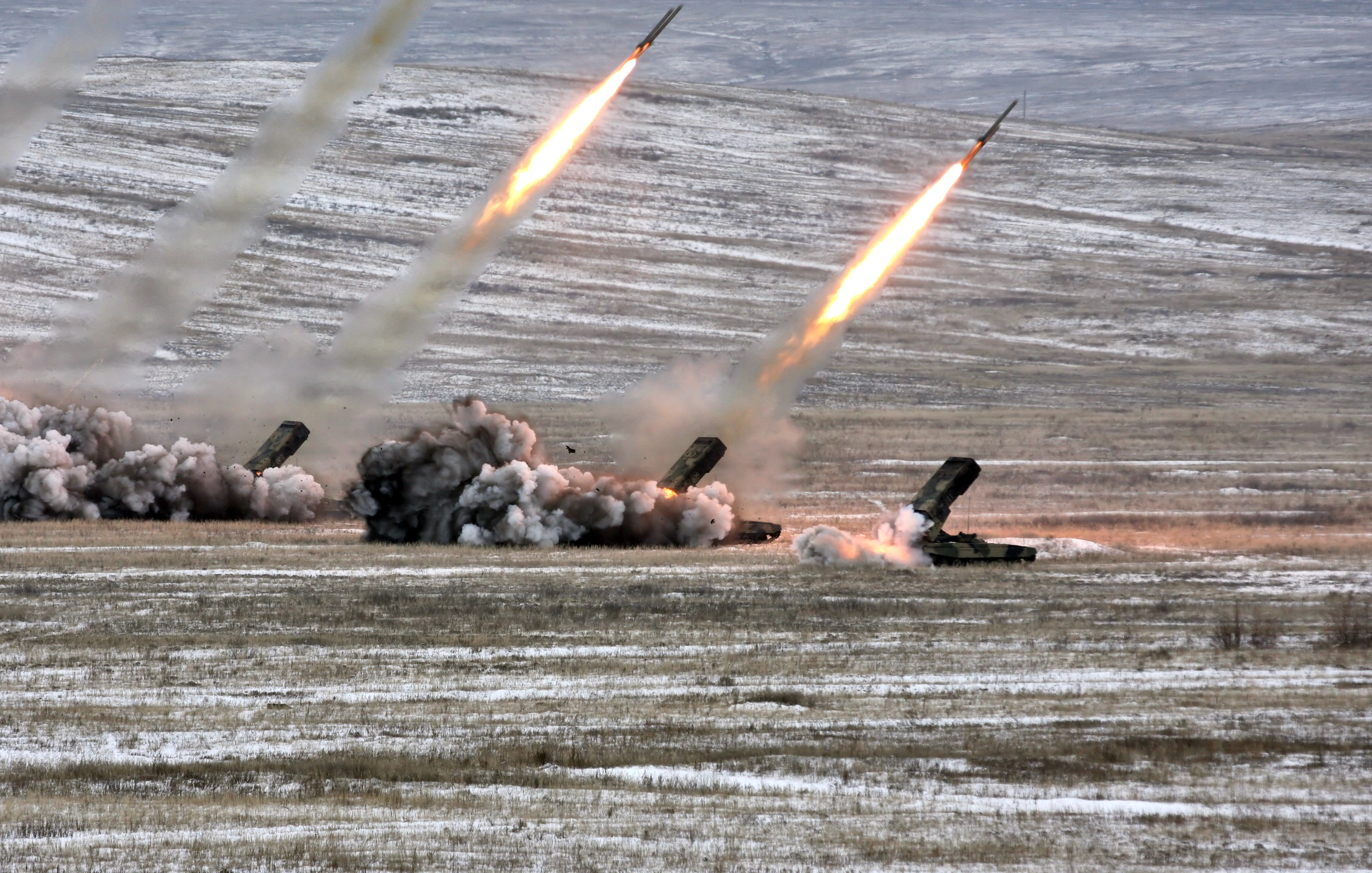
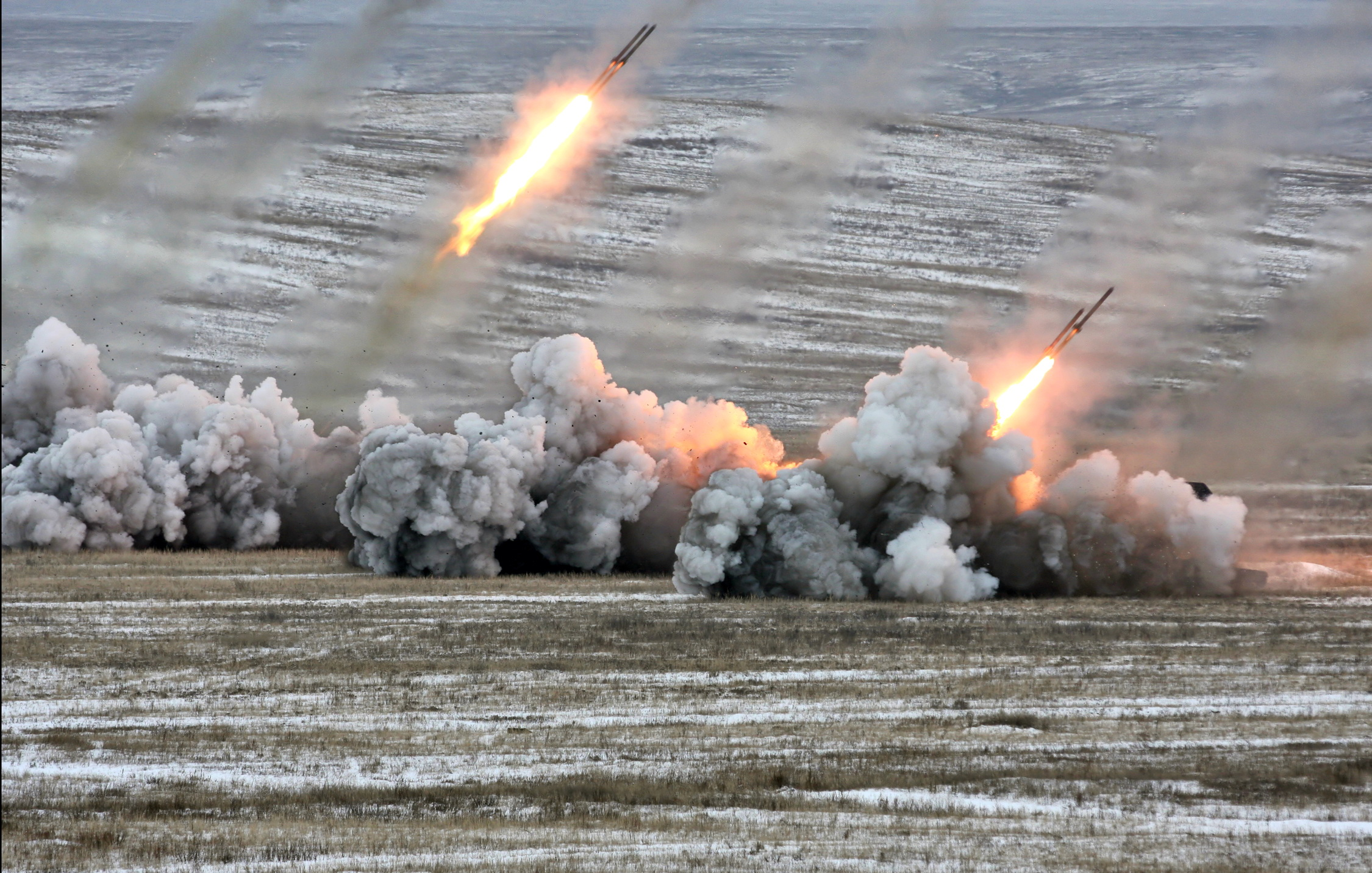
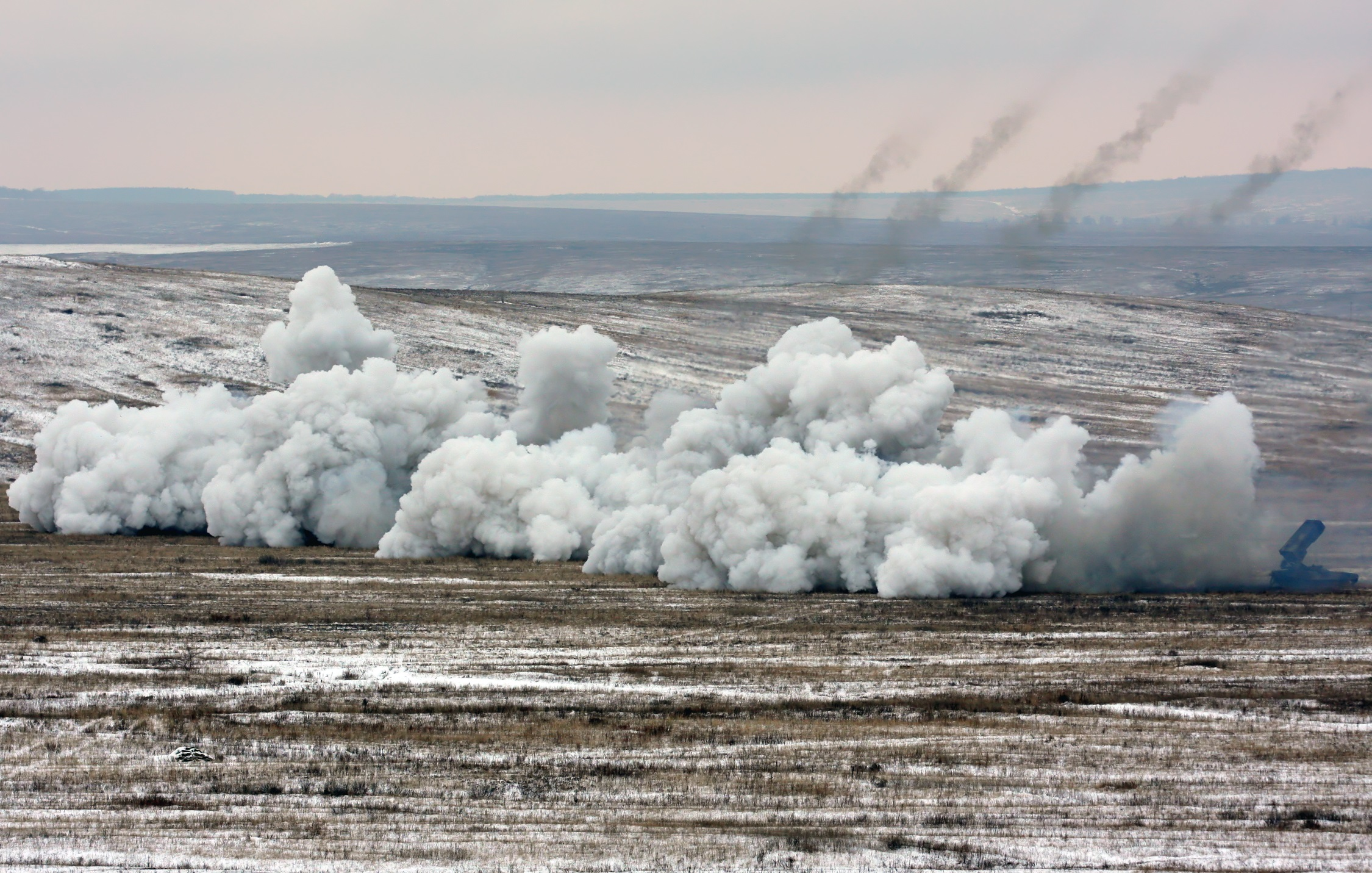
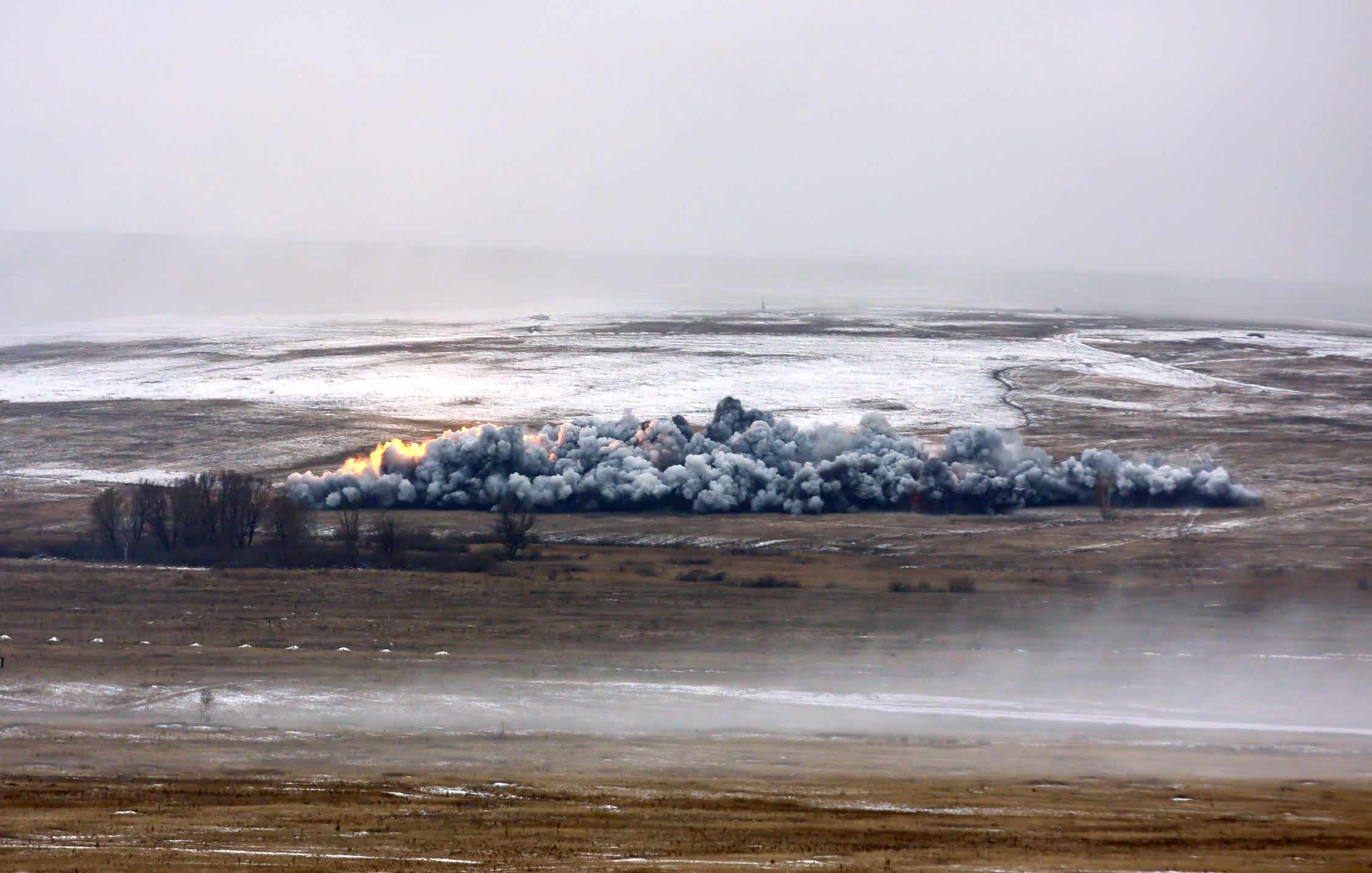

Salwa baterii TOS-1